# Georgij Kuznecov
Georgij Micajlovič Kuznecov (in russo Георгий Михайлович Кузнецов?; Tomsk, 12 giugno 1945 – Ekaterinburg, 3 agosto 2005) è stato un regista sovietico.

## Filmografia parziale

### Regista
- Tol'ko vdvoёm (1976)
- I ty uvidiš' nebo (1978)
- Prosti-proščaj (1979)
- Najti i obezvredit' (1982)